# 喬爾尼波季克河 (奧努特河支流)
喬爾尼波蒂克河（烏克蘭語：Чорний Потік），是烏克蘭西南部的河流，屬於奧努特河的左支流。該河發源自尤爾基夫齊南部，流經切爾尼夫齊州的切爾尼夫齊區，河道全長14公里，流域面積48.1平方公里。